# Jan Kaňka (Komponist)
Jan Kaňka (* 17. Dezember 1977 in Sokolov) ist ein tschechischer Komponist, Posaunist und Musikpädagoge.

## Leben
Kaňka spielte in seiner Kindheit zunächst Ventilposaune, ab dem dreizehnten Lebensjahr Zugposaune. Sein erster Lehrer war Jan Čížek, am Pilsener Konservatorium studierte er bei Vlastimil Eichler. Während seines Studiums am Konservatorium spielte er in Václav Hybš' Big Band, dem Sinfonieorchester und dem Opernorchester von Pilsen, mit dem er eine Japantournee unternahm. Er setzte seine Ausbildung an der Akademie der musischen Künste in Prag bei Jiří Sušický fort und ist als Lehrer an der Musikschule von Klatovy tätig. Daneben ist er weiterhin als Posaunist und seit seiner Studienzeit als Komponist aktiv. Unter anderem komponierte er mehrere Posaunenquartette, eine Sonate für Posaune und Orgel und ein Duett für Posaune und Violine.